# 横川秀夫
横川秀夫（よこかわ ひでお、1942年7月11日 - ）は、日本の詩人である。

## 略歴
1942年7月11日生。高崎経済大学にて経済学を専攻。詩についてはまったくの独学。1966年より草野心平の自宅近くに住みその没年の1989年まで、共に畑仕事など日々の日常生活を通じて心平より詩の精神について学ぶ。現在、不定期刊行個人誌 「東西南北」 により自作詩、翻訳詩の発表に取り組み文筆活動を続ける。

## 著書
- 詩集 「遊雲」 （1980年）
- 詩集 「未明」 （1986年6月、銀河書房（長野））
- 詩集 「生活と歌と思索と」 （1992年11月、東西南北出版会）
- 詩集 「私小説日記」 （1996年）
- 英文詩集 「at Dawn」 （1998年）[1]
- 翻訳詩集 「フィリス ホーゲの詩の世界」 上・下二巻
- 翻訳詩集 「ジーン シャノン詩集 ざるで水を運ぶ」（2002年7月、東西南北出版会）
- 翻訳詩集 「アフターブ セット詩集 風景画のいしぶみ」（2002年3月、東西南北出版会）
- 翻訳詩集 「マハートマー ガンディー詩集 神よ」（2003年9月、東京 : インド大使館）